# Західінкомбанк
КБ «Західінкомбанк» —  український банк, з головним офісом у м. Луцьк. Станом на 3 квартал 2013 року загальні активи банку становлять 840 млн грн.
У липні 2014 року НБУ ухвалив рішення ліквідувати банк.

## Історія
Зареєстрований 11 березня 1993 року у формі ТзОВ. „Західінкомбанк” належить до групи середніх банків України. За 15 років своєї діяльності „Західінкомбанк” зарекомендував себе як надійний і стабільний банк, який притримується сучасних стандартів обслуговування і якому повністю довіряють партнери та клієнти.
З 13 лютого 2009 р в банку призначена Тимчасова адміністрація.
Через фінансову кризу 2008 року, в Західінкомбанку були проблеми з поверненням депозитів у 2013 році.

## Основні показники
Станом на 01.07.2012:
- Співробітників – понад 300 чоловік
- Філій – 12
- Відділень – 18
- Банків-кореспондентів 5:
  - Deutsche Bank Trust Company Americas, New York, USA,
  - Deutsche Bank AG, Germany,
  - Raiffeisen Zentrobank AG, Austria,
  - Bank Pekao S.A.,
  - МКБ "Москомприватбанк".
- Клієнтів – близько 50 тис. чоловік
- Валюта балансу – 1,089 млн грн.
- Регулятивний капітал – 234 млн грн.
- Статутний капітал – 174 млн грн.